# شاهراه کابل-بهسود
شاهراه کابل-بهسود با نام رسمی بزرگراه ملی ۱۳ به انگلیسی NH13 ، شاهراهی است که شهر کابل را به مرکز بهسود در غرب متصل می‌کند و از ولایت میدان وردک عبور می‌کند. این مسیر به‌عنوان یکی از خطرناک‌ترین مسیرهای رفت‌وآمد افغانستان می‌باشد چون همه روزه طالبان در این جاده کمین کرده و آدم‌ربایی می‌کنند. بیشتر این آدم‌ربایی‌ها در ولسوالی جلریز اتفاق می‌افتد و قربانیان نیز مردمان هزاره هستند؛ به همین دلیل این شاهراه لقب جاده مرگ را بدست آورده‌است.

## آغاز پروژه
در سال ۲۰۰۸، وزارت فواید عامه روند احیای ۱۳۶ کیلومتر این شاهراه را آغاز کرد که دولت ایتالیا ۳۶ میلیون یورو به بودجه آن کمک کرد. مرحله اول پروژه، لات شماره ۱، در سال ۲۰۰۸ با بهسازی جاده ۵۴ کیلومتری که جاده خاکی بود، از کابل آغاز شده و از میدان شهر به سمت گذرگاه اونی و ولسوالی جلریز ادامه یافت. در سال ۲۰۰۹، کاروان‌های آمریکایی در امتداد بزرگراه توسط طالبان در حوالی مرکز زیولات کمین کردند.
این جاده که در میدان شهر از بزرگراه کابل قندهار جدا می‌شود، از مناطق کوت عشرو، زیولات، جلریز، تکانه و سرچشمه عبور می‌کند. این جاده پس از عبور از گذرگاه اونی در نزدیک روستای زرکجارید که ۴۵ کیلومتری غرب شهر جلریز است به یک دو راهی می‌رسد. مسیر شمالی به بزرگراه ملی ۳ و سپس بزرگراه ملی ۶ وصل می‌شود که به بامیان رسیده، آنجا را به یکاولنگ وصل می‌کند؛ مسیر غربی نیز به مسیر A77 رسیده و سپس به شاهراه بهسود-پنجاب وصل می‌شود و به شهرهای فیروزکوه و بالاخره هرات می‌رسد.

## جاده مرگ
در اواخر ژوئیه تا اوایل اوت ۲۱۲، ۱۱ شهروند هزاره در منطقه کوت عشرو توسط طالبان به طرز وحشیانه ای مورد شکنجه قرار گرفته و سر بریده شدند. طی یک حادثه ترافیکی در اول اوت، پنج نفر از جاده خارج شدند و همه کشته شدند.